# 生駒市立生駒北中学校
生駒市立生駒北中学校（いこましりつ いこまきたちゅうがっこう）は、奈良県生駒市高山町にある公立中学校である。

## 沿革
- 1947年4月22日 - 北倭村立北倭中学校として開校[1]
- 1981年3月31日 - 生駒市立鹿ノ台中学校を分離[1]
- 1982年3月31日 - 生駒市立上中学校を分離[1]
- 2017年4月28日 - 生駒北小学校と統合し、施設一体型小中一貫校に移行[1][2]

## 学校行事
- 4月 - 始業式 入学式 対面式
- 5月 - 修学旅行(3年) 校外学習(1,2年) 中間テスト
- 6月 - 生徒総会 期末テスト
- 7月 - 終業式
- 9月 - 始業式 文化祭
- 10月 - 体育大会 中間テスト 校外学習(1,3年)
- 11月 - 職場体験(2年) 生徒会選挙演説会 期末テスト
- 12月 - 終業式
- 1月 - 始業式
- 2月 - 期末テスト
- 3月 - 卒業式 終業式

## 生徒会活動
- 中央委員会[3]
- 情報管理委員会[3]
- 環境委員会[3]
- 放送委員会[3]
- 文化委員会[3]
- 図書委員会[3]
- 保健体育委員会[3]

## 部活動

### 運動部
- ソフトテニス部[3][4]
- バレー部(女子)[3][4]
- バスケット部(女子)[3][4]
- 野球部[4]

### 文化部
- ECC部[4]
- 機械工作部[4]
- 吹奏楽部[4]

## 通学区域
- 奈良県生駒市
  - 高山町
  - ひかりが丘
  - 北田原町の一部
- 京都府京田辺市
  - 打田
  - 高船

打田地区と高船地区は、京田辺市が生駒市に中学校教育を委託している。

## 進学前小学校
- 生駒市立生駒北小学校
- 京田辺市立普賢寺小学校

## 周辺施設
- 高山八幡宮
- 高山竹林園
- 奈良先端科学技術大学院大学

## 交通アクセス
- 学研北生駒駅より奈良交通バス「高山学校前」下車、徒歩約3分

## 通学区域が隣接している学校
- 奈良県
  - 生駒市立光明中学校
  - 生駒市立上中学校
  - 生駒市立鹿ノ台中学校

- 京都府
  - 精華町立精華西中学校
  - 精華町立精華中学校
  - 京田辺市立田辺中学校

- 大阪府
  - 枚方市立杉中学校
  - 交野市立第四中学校